# 死腔
死腔（しくう、英:dead space）とは気道において血液とガス交換を行わないガスの導管部を占める領域。終末細気管支の空気はガス交換に利用されずに次の呼気で外界に排出される。死腔は解剖学的死腔と生理学的死腔（全死腔）に分類され、解剖学的死腔は呼吸器系の全容積から肺胞容積を引いたもの、生理学的死腔は吸息したが、気道や肺胞でガス交換されない量を示す。死腔量を導く式としてBohrの式がある。死腔の大きさは筋-弾力線維系の収縮状態に影響され、副交感神経刺激、アセチルコリンで収縮し、交感神経刺激、アドレナリン作動薬で収縮が抑制される。